# Supercopa de Europa 2000
La Supercopa de Europa 2000 o Supercopa de la UEFA 2000 fue la edición número 25 del torneo, jugado el 25 de agosto de 2000 entre el Real Madrid de España y el Galatasaray de Turquía. El Real Madrid se clasificó al vencer al Valencia en la Liga de Campeones, mientras que el Galatasaray había llegado a la Supercopa tras vencer al Arsenal de Inglaterra en la final de la Copa de la UEFA de la temporada anterior 1999-2000. Galatasaray ganó el partido 2-1, ambos goles marcados por Mário Jardel, el último con un gol de oro.
Esta fue la primera Supercopa disputada por los ganadores de la Copa de la UEFA (ahora la UEFA Europa League). Hasta 1999, fue disputada por los ganadores de la Liga de Campeones y los ganadores de la Recopa de Europa, pero la Recopa se suspendió después de la temporada 1998-99.

## El partido

### Resumen

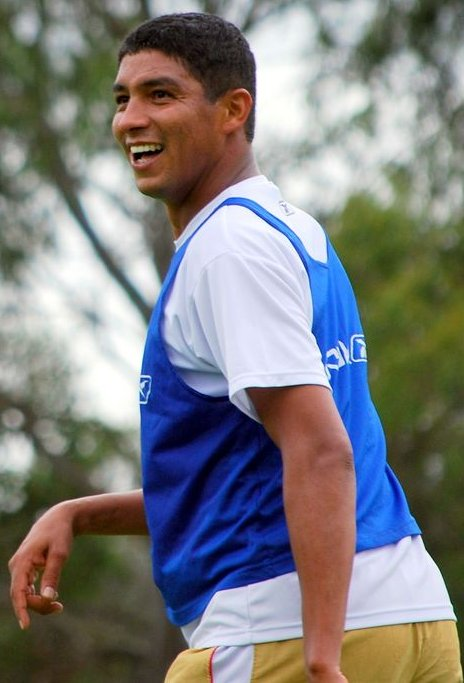
Mário Jardel, jugador del Galatasaray que convirtió los dos goles para su equipo.

Dos goles del nuevo fichaje Mário Jardel, incluyendo un gol de oro en el minuto 103, llevaron al Galatasaray a conquistar su segundo trofeo europeo en menos de tres meses ya que el equipo turco obtuvo la Supercopa de la UEFA al derrotar 2-1 al Real Madrid en el Estadio Luis II de Monaco.

### Éxito penalti
Hasta huelga ganadora de Jardel, el partido había sido un cuento de dos sanciones como Jardel y  Raúl tanto despedido penaltis hogar para cada lado. Los turcos tomaron la ventaja en el minuto 41 cuando Jardel venció al portero Real Iker Casillas después de Iván Campo se encuentra haber incluido a través de Hakan Ünsal dentro del área penal. Pero el Real respondió 11 minutos de tiempo completo cuando Raúl perforó un remate en Cláudio Taffarel después de Suat Kaya fue gobernada haber manejado Sávio 's intento de cruz. Sin embargo, Jardel, firmado en  FC Porto para reemplazar los difuntos Hakan Şükür, el aumento de su reputación aún más cuando se volvió el hogar sustituto Fatih Akyel 's centro raso desde la derecha más allá de Casillas de ocho metros en la prórroga mucho para el deleite del contingente turco montado.

### Sorpresa plomo
Real Madrid, UEFA Champions League ganadores de la temporada pasada, tuvo la mayoría de la posesión del balón en ambos tiempos y generó las mejores ocasiones de gol, pero fueron incapaces de anotar a meta a pesar de varios intentos realizados por el flamante fichaje Luís Figo, proveniente del eterno rival F.C. Barcelona. Los españoles, para quienes Iván Helguera se unió a Iván Campo en el centro de la defensa, que ofrece más amenaza atacar desde el saque inicial, con Figo tiro por poco más de travesaño de Taffarel desde 16 metros después de Austria n oficial Günter Benkö decidió jugar ventaja, a pesar de la bandera levantada de su asistente en el minuto 12. Momentos más tarde, de nuevo Figo disparó más de un tiro libre en el  Guti se había puesto patas arriba a 20 metros de la portería. Galatasaray respondió con una contra rápida cuando Gheorghe Hagi asintió liquidación apresurada de Taffarel hacia Jardel, pero Campo apresuró a cruzar para evitar cualquier peligro.

### Señorita Mala
Raúl luego desperdició la mejor oportunidad de Bienes del medio en el minuto 16 con prácticamente su primer toque del partido.  Roberto Carlos balanceó en un centro raso desde la mitad dentro de la media Galatasaray que abrió paso a Raúl en el segundo palo, pero el internacional español ardido durante desde corta distancia. Por ahora, el Real comenzaban a asumir el control, con Figo nuevo lofting peligro en el de un tiro libre, Sávio prueba Taffarel con un disparo desde un ángulo agudo a la izquierda, y  Geremi al frente de una pelota en los brazos de Taffarel desde la esquina de Figo, todo en el espacio de tres minutos.

### Renacimiento turca
Los turcos, disputando el partido como campeones de la Copa de la UEFA, rompieron el cerco madrilista en el minuto 25 cuando Gheorghe Hagi realió un centro desde la izquierda el cual encontró la cabeza de Ümit Davala, pero su intento fue atrapado por el guardameta Iker Casillas sin ningún inconveniente. La medida parecía señalar un resurgimiento turco con áspera unidad de 25 metros de Hagi palmado detrás de Casillas en el minuto 38 después de la Rumania n internacional se le dio el tiempo y el espacio para el primer golpe a su intento de gol de un tiro libre trabajado . Hagi y Jardel luego se combinan dentro del área penal a la hora de Okan Buruk, pero su disparo se cargaron hacia abajo, como era Bülent Korkmaz 's esfuerzo de la recuperación antes de la parte turca finalmente encontró el blanco.

### Salvavidas real entregado
Primera tentativa de la meta del Real de la segunda mitad cayó a Roberto Carlos, que desvió la pelota en los brazos de la Taffarel esperando desde 30 metros después de Okan fue penalizado por una falta Sávio. Sin embargo, el Galatasaray debería haber ampliado su ventaja en el minuto 58 cuando Bülent volea peligro en el ángulo del poste y la barra de cinco metros cuando se coloca bien. Pedro Munitis, sustituido por el decepcionante Guti, luego ayudó a establecer Raúl en el minuto 63, pero al igual que momentos Bulent antes que él, era culpable de un fallo terrible de siete metros ya que su esfuerzo no pudo probar Taffarel.
Los españoles comenzaron a mirar más desesperado por anotar el partido desarrollado, con Claude Makélélé no puede encontrar el destino después de esquivar un desafío a medias para disparar amplia de 12 metros de cabo, poco antes de ser lanzado un salvavidas cuando austriaca oficial Benkö señaló el lugar. Raúl dejó nada al azar mientras se perfora el arquero Taffarel para el ecualizador.

### Ataques tardíos
Ambas partes trataron de evitar la prórroga lanzando atacantes adelante en los minutos finales con Suat Kaya y sustituto Hasan Şaş cerca de Galatasaray, mientras que en el otro extremo, Taffarel tuvo que bucear con elegancia a su izquierda tres minutos de vez en gire Albert Celades 'tiro de seis metros alrededor del poste tras un buen trabajo de Pedro Munitis.

### Detalles
| 25         | POR        | Iker Casillas      |      |
| 12         | DEF        | Iván Campo         | 66'  |
| 15         | DEF        | Iván Helguera      |      |
| 21         | DEF        | Geremi Njitap      |      |
| 3          | DEF        | Roberto Carlos     |      |
| 10         | MED        | Luís Figo          |      |
| 16         | MED        | Claude Makélélé    |      |
| 6          | MED        | Albert Celades     | 100' |
| 11         | MED        | Sávio              |      |
| 14         | MED        | Guti               | 53'  |
| 7          | DEL        | Raúl González      |      |
| Entrenador | Entrenador | Vicente del Bosque |      |

| 1          | POR        | Cláudio Taffarel |     |
| 35         | DEF        | Capone           | 86' |
| 4          | DEF        | Gheorghe Popescu |     |
| 3          | DEF        | Bülent Korkmaz   |     |
| 57         | DEF        | Hakan Ünsal      |     |
| 7          | MED        | Okan Buruk       | 81' |
| 5          | MED        | Emre Belözoğlu   |     |
| 8          | MED        | Suat Kaya        |     |
| 10         | MED        | Gheorghe Hagi    | 71' |
| 22         | DEL        | Ümit Davala      |     |
| 9          | DEL        | Mário Jardel     |     |
| Entrenador | Entrenador | Mircea Lucescu   |     |

| 22 | DEL | Pedro Munitis    | 53'  |
| 17 | MED | Flávio Conceição | 66'  |
| 2  | DEF | Míchel Salgado   | 100' |

| 28 | MED | Bülent Akın | 71' |
| 11 | MED | Hasan Şaş   | 81' |
| 14 | DEF | Fatih Akyel | 86' |

| Anotado | 79' | Raúl González | 1-1 |

| Anotado            | 41'  | Mário Jardel | 0-1 |
| Gol de oro anotado | 102' | Mário Jardel | 1-2 |

| Amonestado | 22' | Claude Makélélé |
| Amonestado | 32' | Iván Helguera   |
| Amonestado | 70' | Luís Figo       |
| Amonestado | 99' | Pedro Munitis   |

| Amonestado | 7'  | Okan Buruk  |
| Amonestado | 29' | Suat Kaya   |
| Amonestado | 90' | Ümit Davala |

| Árbitro:             | Günther Benkö  |
| Árbitros asistentes: | Egon Bereuter  |
| Árbitros asistentes: | Markus Mayr    |
| Cuarto árbitro:      | Fritz Stuchlik |
| Reporte              |                |

| 25         | POR        | Iker Casillas      |      |
| 12         | DEF        | Iván Campo         | 66'  |
| 15         | DEF        | Iván Helguera      |      |
| 21         | DEF        | Geremi Njitap      |      |
| 3          | DEF        | Roberto Carlos     |      |
| 10         | MED        | Luís Figo          |      |
| 16         | MED        | Claude Makélélé    |      |
| 6          | MED        | Albert Celades     | 100' |
| 11         | MED        | Sávio              |      |
| 14         | MED        | Guti               | 53'  |
| 7          | DEL        | Raúl González      |      |
| Entrenador | Entrenador | Vicente del Bosque |      |

| 1          | POR        | Cláudio Taffarel |     |
| 35         | DEF        | Capone           | 86' |
| 4          | DEF        | Gheorghe Popescu |     |
| 3          | DEF        | Bülent Korkmaz   |     |
| 57         | DEF        | Hakan Ünsal      |     |
| 7          | MED        | Okan Buruk       | 81' |
| 5          | MED        | Emre Belözoğlu   |     |
| 8          | MED        | Suat Kaya        |     |
| 10         | MED        | Gheorghe Hagi    | 71' |
| 22         | DEL        | Ümit Davala      |     |
| 9          | DEL        | Mário Jardel     |     |
| Entrenador | Entrenador | Mircea Lucescu   |     |

| 22 | DEL | Pedro Munitis    | 53'  |
| 17 | MED | Flávio Conceição | 66'  |
| 2  | DEF | Míchel Salgado   | 100' |

| 28 | MED | Bülent Akın | 71' |
| 11 | MED | Hasan Şaş   | 81' |
| 14 | DEF | Fatih Akyel | 86' |

| Anotado | 79' | Raúl González | 1-1 |

| Anotado            | 41'  | Mário Jardel | 0-1 |
| Gol de oro anotado | 102' | Mário Jardel | 1-2 |

| Amonestado | 22' | Claude Makélélé |
| Amonestado | 32' | Iván Helguera   |
| Amonestado | 70' | Luís Figo       |
| Amonestado | 99' | Pedro Munitis   |

| Amonestado | 7'  | Okan Buruk  |
| Amonestado | 29' | Suat Kaya   |
| Amonestado | 90' | Ümit Davala |

| Árbitro:             | Günther Benkö  |
| Árbitros asistentes: | Egon Bereuter  |
| Árbitros asistentes: | Markus Mayr    |
| Cuarto árbitro:      | Fritz Stuchlik |
| Reporte              |                |

|                                 |
| Bandera de Turquía              |
| Campeón Galatasaray 1.er título |